# Robert Tenorio
Pour les articles homonymes, voir Tenorio.
 (août 2021).
Robert Tenorio est un potier américain d’origine amérindienne. Il est né le 29 décembre 1950 à Santo Domingo, territoire du Kewa Pueblo au Nouveau-Mexique,.
Il s’exerce à faire de la poterie dès ses 10 ans grâce à sa grand-mère qui pratique cette activité. Il s’inscrit à l’Institute of American Indian Arts (IAIA) à Santa Fe en 1968, mais les cours de poterie sont complets : il finit par suivre des cours de confection de bijoux. Il fabrique quand même des bols pour sa famille et une professeure de poterie l’encourage dans cette voie, repérant son talent.

## Technique
Il utilise des méthodes traditionnelles de poterie : argiles indigènes, montage au colombin, pinceau en fibres de yucca, cuisson particulière. Le pigment noir provient de la Cléome serrulata, une plante sauvage des plaines américaines. Depuis 1970, il fabrique toutes sortes d’objets : des bijoux à breloques, des jarres, des pots… ornés de motifs géométriques ancestraux. Cela ne l’empêche pas pour autant de créer ses propres formes contemporaines.
Un vase réalisé en 2014 conservé au Musée du Nouveau Monde de La Rochelle illustre bien cette libre interprétation : il représente le trading post de Santo Domingo, au moment de l’arrivée du chemin de fer dans cette cité. Plusieurs personnages animent la scène : des Indiens Pueblo vendant leur production de poteries et couvertures, des touristes débarquant du train. Sur une forme et une technique traditionnelles, Tenorio dessine un décor contemporain, racontant les rapports entre Natifs et Occidentaux à travers le tourisme, le commerce, l’industrialisation d’un territoire. À propos de cette œuvre, l’artiste explique : « avant le train, la vie au village était simple et paisible. La vie a changé quand le train est arrivé dans notre réserve. Une église catholique a été construite. Les gens grimpaient sur leurs maisons pour voir le train passer. Les non-Indiens arrivant par train étaient les premiers clients de notre artisanat. […] ».

## Collections
- Musée d'Art de Denver[5].
- National Museum of the American Indian[6].
- Maxwell Museum of Anthropology[7].
- Musée du Nouveau Monde[4].
- Minneapolis Institute of Art[8].
- Musée d'art Nelson-Atkins[9].

## Prix
Il gagne son premier prix en 1971, offert par le Heard Museum de Phoenix, en Arizona. Il en remporte de nombreux autres au Santa Fe Indian Market ou à des expositions d’art amérindien.      
Robert Tenorio ne souhaite pas être trop célèbre, il considère son métier comme un héritage : « la poterie est un gagne-pain pour ma famille. J’ai l’impression d’être né pour perpétuer la tradition potière de Santo Domingo ».